# Bernard Baudoux
Bernard Paul Arthur Baudoux  (ur. 31 maja 1928 w Soissons, zm. 11 kwietnia 2024 w Monségur) – francuski florecista, srebrny medalista olimpijski i trzykrotny medalista mistrzostw świata.
Na igrzyskach olimpijskich w Melbourne w 1956 roku Francuzi w składzie: Claude Netter, Bernard Baudoux, Jacques Lataste, Roger Closset, Christian d’Oriola i René Coicaud zajęli drużynowo drugie miejsce. W zawodach indywidualnych nie wystartował. Był to jego jedyny występ olimpijski.
Podczas mistrzostw świata w Paryżu w 1957 roku Claude Bancilhon, Bernard Baudoux, Roger Closset, René Coicaud, Christian d’Oriola i Claude Netter zajęli drugie miejsce w zawodach drużynowych. W tej samej konkurencji zdobył też złoty medal na mistrzostwach świata w Filadelfii rok później. Na tej samej imprezie wywalczył brązowy medal w rywalizacji indywidualnej, plasując się za Włochem Giancarlo Bergaminim i Węgrem Ferencem Czvikovszkym.